# تام آدامز (بازیگر)
آنتونی فردریک چارلز تام آدامز (به انگلیسی: Tom Adams); زادهٔ ۹ مارس ۱۹۳۸–۱۱ دسامبر ۲۰۱۴) بازیگر اهل انگلستان بود.
 او بیشتر به خاطر بازی در نقش دانیل فوگارتی در سریال The Onedin Line شناخته شد.
او در فیلم دزدان دریایی بازی کرده است.